# Dylan Besseau
Dylan Besseau (nascido em 15 de setembro de 1997) é um cineasta francês e produtor nascido no Vietnã.

## Educação
Ele seguiu seus estudos na instituição católica privada Saint-Gabriel/Saint-Michel na comuna de Saint-Laurent-sur-Sèvre. Ele obteve seu bacharelado geral ES na escola secundária privada da Bretanha em 2014. Depois, ele iniciou um curso universitário na faculdade de direito em Nantes em 2015, mas abandonou seus estudos para se reorientar para estudar cinema na escola de arte, após ser impactado pelo filme The Handmaiden.

## Carreira
Em 2018, ele estudou na escola de arte. No mesmo ano, ele seguiu estágios audiovisuais em várias associações, onde realizou alguns projetos em coprodução com a France 3 Pays de la Loire.

Em 2019, ele começou sua carreira com o diretor Jean-Yves Bilien. Ele dirigiu o curta-metragem The Sozo Girl e Happiness baseado na música Like a Blooming Season de Shin Hae Gyeong.

Em 2021, ele criou a agência audiovisual Artwooks Media e dirigiu o documentário de longa-metragem La légende de Thierry Mauvignier sobre o diretor Thierry Mauvignier, também distribuído no Prime Video.

Através deste filme, ele é retratado como um cineasta que:
| “ | Parece compartilhar conosco, no entanto, uma questão que ele parece carregar encontrando sua voz mais pessoal através de um exercício prescrito, um no qual ele não parece totalmente confortável ou em acordo. O resultado, em qualquer caso, reflete este conflito interno, enquanto o filme luta com duas aspirações conflitantes: o objetivo comissionado, impulsionado pelo marketing e o desejo de um jovem cineasta tentando trazer sua perspectiva única. | ” |
|   | — Reportado por Frédéric Rougeot. |   |

Em 2022, ele criou a Fundação Wooksart, uma associação audiovisual caritativa reunindo cerca de trinta membros que produzirão um curta-metragem documental sobre o Rotary International.

Em 2023, ele produziu o documentário The Venus Chained que ganhou menção honrosa no Student World Impact Film Festival então, ele dirigiu o documentário Anne Bouillon: Justiça para todas com a advogada francesa Anne Bouillon cuja trilha sonora foi composta por Keziah Chamsidini, filho de M'Toro Chamou.
Ele filmará uma cena no Panthéon (Paris) com o ensaísta Laurent Kupferman. Este filme será selecionado no Festival de Documentários de Justiça. Ele é o produtor mais jovem na seleção da primeira nova edição. Em 2024, ele dirigiu o filme Gevart "um filme que representa delicadamente uma figura tutelar de um médico" segundo Bande à part [fr]. Ele começou a dirigir o filme Blast Punch e produziu o documentário Makiko sobre Makiko Furuichi.
De acordo com The Source :

A influência cinematográfica de Dylan Besseau pode ser caracterizada por diretores como Kwak Jae-yong, Park Chan-wook, Wong Kar-wai, Martin Scorsese, e Chantal Akerman. Em termos de forma, especialmente na fotografia de seus filmes, há uma tentativa de destacar a totalidade e composição dos planos, algo herdado do cinema asiático.— Reportado por Sha Be Allah
.

## Filmografia
| Year | Title                             | Role     | Notes                  |
| ---- | --------------------------------- | -------- | ---------------------- |
| 2019 | Happiness.                        | Director | Filme curto            |
| 2019 | Dreamhour - Better Friends        | Director | Filme curto            |
| 2021 | La légende de Thierry Mauvignier  | Director | Longa-metragem         |
| 2022 | The Sozo Girl                     | Director | Film curto             |
| 2023 | Castle's Light                    | Director | Film curto             |
| 2023 | Anne Bouillon : Justice for women | Director | Filme de média duração |
| 2023 | The Venus Chained                 | Produtor | Filme de média duração |
| 2024 | Gevart                            | Director | Filme de média duração |
| 2025 | Makiko                            | Produtor | Longa-metragem         |
| 2026 | Blast Punch                       | Director | Longa-metragem         |

## Distinções
- 2022: Seleção Oficial no Festival de Estreias Paus Premieres[25]
- 2023: Seleção Oficial no Festival de Documentários de Justiça de Paris[26]
- 2023: Menção Honrosa no Festival de Cinema de Impacto Mundial Estudantil[27]